# Гюнеш, Виктория Зейнеп
Виктория Зейнеп Гюнеш (тур. Viktoriya Zeynep Güneş; урождённая Виктория Солнцева (укр. Вікторія Солнцева); род. 19 июня 1998 года, Полтава, Украина) — турецкая, ранее украинская, пловчиха. Призёр чемпионата Европы по плаванию на короткой воде.
Обладательница национальных рекордов Украины на дистанциях 100 метров брассом (1 минута 6,67 секунды) и 200 метров брассом (2 минуты 23,01 секунды). Обладательница национальных рекордов Турции на дистанциях 200 метров комплексом (2 минуты 11,46 секунды) и комбинированная эстафета 4×100 метров (в составе сборной, 4 минуты 6,34 секунды).

## Биография
Занималась плаванием в ДЮСШ № 3 (Полтава). Её тренером была Ирина Астапова.
Переехала в Киев. Стала тренироваться под руководством Сергея Бондаря.

## Карьера
В июле 2013 года завоевала три медали на молодёжном чемпионате Европы по плаванию: две золотые (50 метров брассом и 200 метров брассом) и одну серебряную (100 метров брассом).

### Чемпионат мира 2013
В предварительном заплыве на 50 метров брассом показала двадцать первое время (31,63 секунды) и не смогла выйти в полуфинал. В предварительном заплыве на 100 метров брассом показала пятое время (1 минута 6,79 секунды) и вышла в полуфинал. Установила национальный рекорд Украины. В полуфинале приплыла третьей и показала шестое время в двух полуфиналах (1 минута 6,67 секунды). Установила рекорд Украины. Вышла в финал. В финале приплыла шестой, с результатом 1 минута 6,81 секунды. В предварительном заплыве на 200 метров брассом показала шестое время (2 минуты 24,65 секунды). Установила рекорд Украины. Вышла в полуфинал. В полуфинале приплыла четвёртой, с результатом 2 минуты 24,19 секунды. Установила рекорд Украины. Показала седьмое время и вышла в финал. В финале приплыла пятой, с результатом 2 минуты 23,01 секунды. Установила рекорд Украины.
В августе 2013 года завоевала три медали на молодёжном чемпионате мира по плаванию: золотую (200 метров брассом), серебряную (50 метров брассом) и бронзовую(100 метров брассом).

### Смена гражданства
В 2014 году Виктория Солнцева приняла гражданство Турции и сменила имя на Виктория Зейнеп Гюнеш.

### Чемпионат мира на короткой воде 2014
Дебютировала за Турцию на международных соревнованиях. Участвовала в следующих дисциплинах: 50 метров брассом, 100 метров брассом, 200 метров брассом, эстафета 4×100 метров комплексом. Медалей не взяла.

### Чемпионат мира 2015

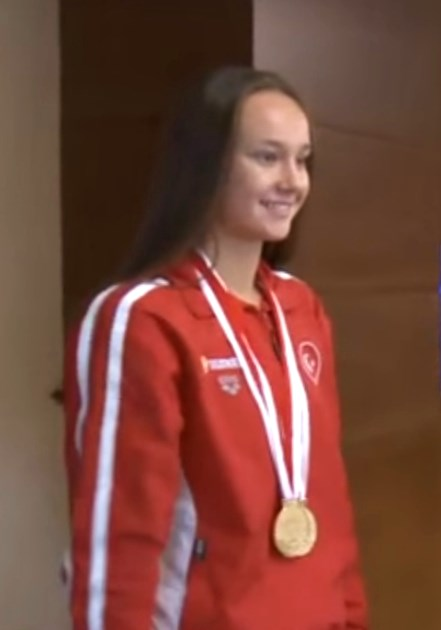
2015 год

В полуфинальном заплыве на 200 метров комплексом приплыла четвёртой, с результатом 2 минуты 11,46 секунды. Установила мировой рекорд среди юниоров и национальный рекорд Турции. В финал выйти не сумела. В предварительном заплыве комбинированной эстафеты 4×100 метров команда Турции показала двадцать первое время и не смогла выйти в финал. Зато турецкой сборной удалось установить национальный рекорд — 4 минуты 6,34 секунды. Также участвовала в дисциплинах: 50 метров брассом, 100 метров брассом и 200 метров брассом.
В августе 2015 года завоевала четыре золотые медали на молодёжном чемпионате мира по плаванию: 50 метров брассом, 100 метров брассом, 200 метров брассом, 200 метров комплексом. На дистанциях 200 метров брассом и 200 метров комплексом установила мировые рекорды среди юниоров.

### Чемпионат Европы на короткой воде 2015
Выиграла две бронзовые медали: 100 метров брассом и 200 метров брассом. Также участвовала в соревнованиях: 50 метров брассом, 100 метров комплексом, эстафета 4x50 метров комплексом.

### Чемпионат Европы 2016
Участвовала в соревнованиях: 100 метров брассом, 200 метров брассом и эстафета 4×100 метров комплексом.

### Олимпийские игры 2016
В предварительном заплыве на 100 метров брассом приплыла пятой, с результатом 1 минута 7,14 секунды. С пятнадцатым временем вышла в полуфинал. В полуфинале приплыла восьмой, с результатом 1 минута 7,41 секунды. Показала четырнадцатое время и не смогла выйти в финал. В предварительном заплыве на 200 метров брассом приплыла второй, с результатом 2 минуты 23,83 секунды. Показала седьмое время и вышла в полуфинал. В полуфинале приплыла пятой, с результатом 2 минуты 23,49 секунды. Показала девятое время и не смогла выйти в финал. В предварительном заплыве на 400 метров комплексом приплыла четвёртой, с результатом 4 минуты 41,79 секунды. Показала восемнадцатое время и не смогла выйти в финал.